# Richard Kilvington
Richard Kilvington (* ca. 1305; † 1361) fue un escolástico, filósofo y teólogo inglés de la Universidad de Oxford. Las obras suyas que nos han llegado son notas de las clases que daba que han llegado hasta nosotros, correspondientes a la década de 1320 y 1330. Fue miembro del Oriel College, de Oxford. Tomó parte en la controversia sobre la naturaleza del infinito, con Richard FitzRalph, del Balliol College.
En la década de 1340 trabajó para Richard de Bury, obispo de Durham.

## Ediciones modernas de sus obras
- Barbara Ensign Kretzmann, Norman Kretzmann (eds), The Sophismata of Richard Kilvington, edición crítica del texto en latín, New York: Oxford University Press, 1990. (en inglés) (en latín)
- Barbara Ensign Kretzmann, Norman Kretzmann (eds), The Sophismata of Richard Kilvington, introducción, traducción y comentario, Cambridge: Cambridge University Press, 1990. (en inglés)

## Enlaces
- (en inglés) Artículo de Richard Kilvington en la Stanford Encyclopedia of Philosophy (Enciclopedia Stanford de Filosofía). (en inglés)

- Datos: Q468950